# Colin Heiderscheid
Colin Heiderscheid (28 januari 1998) is een Luxemburgs voormalig profwielrenner die in 2023 reed bij Leopard TOGT Pro Cycling.

## Carrière
Als junior werd Heiderscheid nationaal kampioen op de weg en, achter Michel Ries, tweede op het nationale kampioenschap veldrijden. Daarnaast won hij etappes in de Tour des Portes du Pays d'Othe en de Ronde van Nedersaksen.
In 2022 won Heiderscheid de wegwedstrijd voor eliterenners tijdens de nationale kampioenschappen in Nospelt. Noé Ury en Alexandre Kess vergezelden hem op het podium.

## Veldrijden

### Palmares
| Seizoen   | Wereldbeker | WK       | EK       | LK       | Overige  | Totaal aantal zeges |          |
| Junioren  | Junioren    | Junioren | Junioren | Junioren | Junioren | Junioren            | Junioren |
| --------- | ----------- | -------- | -------- | -------- | -------- | ------------------- | -------- |
| 2014-2015 |             | 38e      | 33e      |          |          | 0                   |          |
| 2015-2016 |             |          |          | Zilver   |          | 0                   |          |

## Wegwielrennen

### Overwinningen
2015
 Luxemburgs kampioen op de weg, Junioren
2016
3e etappe Tour des Portes du Pays d'Othe
1e etape Ronde van Nedersaksen
Puntenklassement Ronde van Nedersaksen
2022
 Luxemburgs kampioen op de weg, Elite

### Resultaten in voornaamste wedstrijden
|      | \| Jaar \| \| WK op de weg \| \| ---- \| \| ------------ \| \| 2022 \| \| opgave \| |              |
| Jaar |                                                                                     | WK op de weg |
| 2022 |                                                                                     | opgave       |

## Ploegen
- 2018 –  Dauner D&DQ-Akkon
- 2019 –  Leopard Pro Cycling
- 2020 –  Leopard Pro Cycling
- 2021 –  Leopard Pro Cycling
- 2022 –  Leopard Pro Cycling
- 2023 –  Leopard TOGT Pro Cycling